# Generalluftzeugmeister

De standaard van de Generalluftzeugmeister.

Generalluftzeugmeister (GL) was een algemeen ambt in het Reichsluftfahrtministerium gedurende de periode van het nationaalsocialisme. De hoofdtaak van de Generalluftzeugmeister was de ontwikkeling, testen en verstrekken van al het materiaal van de Duitse Luftwaffe tijdens de Tweede Wereldoorlog, en het inrichten van voorraden voor alle ondergeschikte departementen van de Luftwaffe.  
Vanaf 1 februari 1939 was de eigenzinnige Generaloberst Ernst Udet de Generalluftzeugmeister en na zijn zelfmoord, volgde Generalfeldmarschall Erhard Milch hem van eind november 1941 tot juni 1944 op. Daarna werd het ambt opgeheven.